# Războiul Burilor
Războaiele Burilor (cunoscut în Regatul Unit sub numele de Boer Wars), sau Războaiele Anglo-Bure, a fost o succesiune a două conflicte armate în care Imperiul Britanic s-a confruntat cu burii (coloniști afrikaneri care au părăsit colonia Capului, numiți și voortrekker), conflicte care au dus la dispariția a două republici independente sud-africane recent fondate. Primul război a avut loc între 16 decembrie 1880 și 23 martie 1881, iar al doilea, între 11 octombrie 1899 și 31 mai 1902. Burii se refereau la aceste două războaie ca Vryheidsoorloë (în română, „Războaiele Libertății”). Deși burii au câștigat primul război, războaiele burilor s-au încheiat după al doilea război cu victoria Regatului Unit.

## Primul Război al Burilor
Primul Război al Burilor, cunoscut și sub numele de Primul Război Anglo-Bur sau Războiul Transvaal, a avut loc între 16 decembrie 1880 și 23 martie 1881 și a fost primul conflict armat dintre Regatul Unit și Republica Sud-Africană (cunoscut în mod obișnuit ca Transvaal). A fost cauzat de către britanici în 1877, când Sir Theophilus Shepstone a declarat anexarea Republicii Sud-Africane imperiului britanic. Britanicii și-au consolidat puterea asupra majorității coloniilor din Africa de Sud în 1879 după Războiul zulușilor și au încercat să impună un sistem nepopular de confederație în regiune. Burii au protestat, iar în decembrie 1880 s-au revoltat. Bătăliile de la Bronkhorstspruit, Laing's Nek, Schuinshoogte și Majuba Hill s-au dovedit dezastruoase pentru britanici, unde au fost depășiți de trăgătorii și lunetiștii buri extrem de mobili și calificați. Cu comandantul-șef britanic al coloniei Natal, George Pomeroy Colley, ucis la bătălia de la Majuba Hill și garnizoane britanice asediate pe întregul teritoriului Transvaal, britanicii nu erau dispuși să se implice în continuare într-un război care era deja considerat pierdut. Drept urmare, guvernul britanic al lui William Gladstone a semnat un armistițiu la 6 martie 1881 și tratatul de pace la 23 martie 1881. Sub tratatul de pace, britanicii au acordat burilor autonomie în Republica Sud-Africană (Transvaal) sub o supraveghere teoretică britanică. 

## Raidul Jameson
Raidul Jameson (29 decembrie 1895 – 2 ianuarie 1896) a fost un atac raid eșuat împotriva Republicii Sud-Africane (Transvaal), organizat de omul de stat colonial britanic Leander Starr Jameson și trupele companiei sale („poliția” din slujba British South Africa Company a lui Alfred Beit și Cecil Rhodes) și polițiști din Bechuanaland în weekendul de Anul Nou din 1895–1896. Paul Kruger era președintele Republicii Sud-Africane în acea perioadă. Raidul a fost executat cu intenția să declanșeze o rebeliune a muncitorilor expatriați britanici (cunoscuți ca uitlanderi) din Transvaal, dar scopul lui nu a fost atins. Deși raidul a eșuat și nu avut loc nicio insurecție, a deschis calea pentru declanșarea al doilea război al burilor și al doilea război matabele.
Raidul a făcut ca relațiile anglo-bure la un nivel extrem de scăzut, iar această situație a fost înrăutățită de apariția „telegramei Kruger” a kaiserului german,  Wilhelm al II-lea. Împăratul îl felicitase pe Paul Kruger pentru respingerea atacului membrilor raidului și părea că recunoaște republica bură și îi oferă sprijinul. Kaiserul era deja considerat antibritanic, iar o cursă înarmărilor navale fusese deja declanșată. Ca urmare, telegrama a alarmat și înfuriat guvernul și opinia publică.

## Al Doilea Război al Burilor
Al Doilea Război al Burilor, cunoscut și sub numele de Al Doilea Război Anglo-Bur sau Războiul Sud-African, a fost un conflict desfășurat între 11 octombrie 1899 și 31 mai 1902 între Imperiul Britanic și burii neerlandofoni din cele două republici independente: Republica Sud-Africană (Republica Transvaal) și Statul Liber Orange. După un război lung și sângeror, burii au fost învinși, iar teritoriile lor au fost absorbite în Imperiul Britanic.
Războiul a rezultat în pierderi grele, în care au murit aproximativ 75.000 de oameni: 22.000 de soldați britanici (7.792 în luptă, restul din cauza bolilor), 6.000-7.000 de soldați buri, 20.000-28.000 de civili buri, majoritatea fiind femei și copii ținuți în lagăre de concentrare, și 20.000 de africani negri ("aliați" a burilor), care au murit în propriile lor lagăre de concentrare. Ultimele forțe bure s-au predat britanicilor în mai 1902 și războiul s-a încheiat cu semnarea tratatului de la Vereeniging în aceeași lună. El stipula ca cele două republici să fie absorbite în Imperiul Britanic, promițându-li-se o autonomie limitată. Implementarea tratatului a dus la constituirea Uniunii Africii de Sud în 1910.
Burii s-au referit la cele două războaie drept Războaiele Libertății. Acei buri care doreau să continue lupta erau cunoscuți sub numele de „bitter-einders” (persoane ireconciliabile sau amarnicii) și la sfârșitul războiului un număr de personalități importante, ca Deneys Reitz, au ales exilul peste semnarea unui angajament că vor respecta condițiile de pace. În deceniul următor, mulți din exil s-au întors în Africa de Sud și nu au semnat niciodată angajamentul respectiv. Unii dintre ei, precum Deneys Reitz, s-au împăcat cu noul statu-quo, dar alții așteptau oportunitatea potrivită pentru a relua vechea conflict. La începutul Primului Război Mondial, cei considerați „bitter-einders” și aliații lor au participat la o revoltă cunoscută sub numele de Rebeliunea Maritz, care a eșuat și a dus la consolidarea Uniunii Africii de Sud.

## Vezi și
- Primul Război al Burilor
- Al Doilea Război al Burilor